# Kotae
Kotae és un lloc en ruïnes corresponen a una antiga ciutat de l'Índia al Gujarat, a uns 20 km al nord de Bhuj, a la riba del Rann de Kutch, amb diversos temples en ruïnes que podrien ser de principis del segle X. El temple solar conegut com a Ra Lakha és atribuït a Lakha Phulani, que hauria tingut la capita allí per un temps.